# 704 TCN
704 TCN là một năm trong lịch La Mã.